# Golden Foot 2006

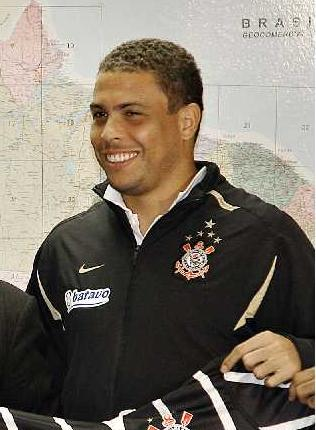
Ronaldo en 2009 con la camiseta del Sport Club Corinthians Paulista.

El premio Golden Foot 2006 fue la cuarta entrega de este importante galardón celebrado el 28 de agosto de 2006.  El brasileño Ronaldo fue el ganador de la cuarta entrega.
 Ronaldo fue elegido a la edad de 30 años mientras militaba en el equipo español Real Madrid CF. Compitió junto a otras grandes figuras como Michael Ballack, Alessandro Del Piero, Zinedine Zidane, entre otros.

## Premio

### Ganador y nominados
| Futbolista           | Nacionalidad | Club                |
| -------------------- | ------------ | ------------------- |
| Ronaldo              | Brasil       | Real Madrid C. F.   |
| Michael Ballack      | Alemania     | FC Bayern de Múnich |
| David Beckham        | Inglaterra   | Real Madrid C. F.   |
| Cafú                 | Brasil       | AC Milan            |
| Hernán Crespo        | Argentina    | Chelsea FC          |
| Alessandro Del Piero | Italia       | Juventus FC         |
| Luís Figo            | Portugal     | Inter de Milán      |
| Paolo Maldini        | Italia       | AC Milan            |
| Raúl González Blanco | España       | Real Madrid CF      |
| Zinedine Zidane      | Francia      | Real Madrid CF      |